# تيري أوليفر
تيري أوليفر (16 مايو 1963 - )  (بالإنجليزية: Terry Oliver)‏ هو لاعب كريكت أسترالي.

## وصلات خارجية
- تيري أوليفر على موقع إي آس بي آن كريك إنفو (الإنجليزية)